# Сектор „Вътрешно-партийна информация“ при ЦК на БКП (1945 – 1955)
Секторът „Вътрешно-партийна информация“ при ЦК на БКП , до 27 декември 1948 г. БРП (к.), е създаден през септември 1945 г. като помощен орган на Секретариата на ЦК на БКП. Аналогични сектори са създадени и към областните и околийските комитети на БКП.
Секторът обобщава сведенията на областните и околийските коимтети и черпи информация чрез анализ на други източници и също изготвя бюлетини и различни справки за ръководството на БКП. С решение на Политбюро на ЦК на БКП от 24 февруари 1949 г. сектор „Партийна информация“ е разформирован. Малко по-късно към отдел „Организационен“ при ЦК на БКП е създаден сектор „Вътрешно-партийна информация“, който до извества степен продължава дейността на предишния сектор.

## Началници на отдела
- Маргарита Петрова (1954)